# Libitina
Libitina va ser, segons la mitologia romana, una deessa encarregada de vetllar per les obligacions que es tenien amb els difunts. Es relacionava amb l'inframón, els morts i els enterraments, i se la va assimilar per això amb Prosèrpina. En la literatura i en la poesia el seu nom era sinònim de mort, o de la deessa Mors.
A la zona sud de Roma, a l'Aventí, tenia un santuari en un bosc sagrat. Allà es reunien els empresaris de pompes fúnebres (els libitinarii). Per una falsa etimologia i per haver estat relacionada amb Libido, el desig sexual, aquesta deessa antiga va ser assimilada a Venus, i el nom de Libitina va passar a ser un epítet d'aquesta deessa.
Servi Tul·li va ser el primer que li va aixecar un temple, segons la tradició, i el va dotar de l'equipament necessari per fer funerals i un equip d'enterradors.
Al Colosseu de Roma existia la Porta libitinaria, que era el lloc per on es treien els cadàvers dels gladiadors i de les feres mortes en els espectacles.